# Colección de Documentos Inéditos para la Historia de España
La Colección de Documentos Inéditos para la Historia de España (Sigla biogràfica: CODOIN) és una sèrie documental que consta de 113 volums, publicat entre el 1842 i el 1895, més 2 d'índexs, nomenats Catálogo de la Colección de documentos inéditos de Julian Paz, apareguts en 1930-31.
El CODOIN fou dirigit, en el seu inici, per Martín Fernández de Navarrete, Miquel Salvà i Pedro Sáinz de Baranda, i posteriorment, els marquesos de Pidal i de Miraflores, José Sancho Rayón, Francisco de Zabálburu i el marquès de Fuensanta del Valle.
En la col·lecció s'hi apleguen documents, en general dels segles xvi i xvii (com la versió castellana de l'anomenada Crònica de Miquel Parets o la correspondència d'Hug de Montcada i de Lluís de Requesens i del seu germà Joan de Zúñiga amb la cort), transcrits en ortografia moderna, escollits sense gaire criteri, especialment els darrers volums.

## Volums i editors
- Volums 1-5: M.F. Navarrete, Miquel Salvà i Pedro Sáinz de Baranda.
- Volums 6-22: Miquel Salvà i Pedro Sáinz de Baranda.
- Volum 23: Miquel Salvà.
- Volums 24-31: Marquès de Pidal i Miquel Salvà.
- Volums 32-47: Marquès de Pidal, Marquès de Miraflores i Miquel Salvà.
- Volums 48-56: Marquès de Miraflores i Miquel Salvà.
- Volums 57-59: Miquel Salvà i Marquès de La Fuensanta del Valle.
- Volums 60-67: Marquès de La Fuensanta del Valle i José Sancho Rayón.
- Volums 68-102: Marquès de La Fuensanta del Valle, José Sancho Rayón i Francisco de Zabalburu.
- Volums 103-112: Marquès de La Fuensanta del Valle.